# Туренев
Туренев — опустевший поселок в Клинцовском районе Брянской области, в составе Первомайского сельского поселения.

## География
Находится в западной части Брянской области на расстоянии приблизительно 9 км на запад-северо-запад по прямой от железнодорожного вокзала станции Клинцы.

## История
Основан в XX веке. На карте 1941 года отмечен как безымянное поселение. По состоянию на 2020 год опустел.

## Население
10 человек (2002), 3 человека (2010), 2 человека (2013), 0 человек (на 01.01.2024).
Будет упразднен как фактически не существующий в связи с переселением всех жителей на постоянное место жительства в другие населённые пункты